# 箱鼓

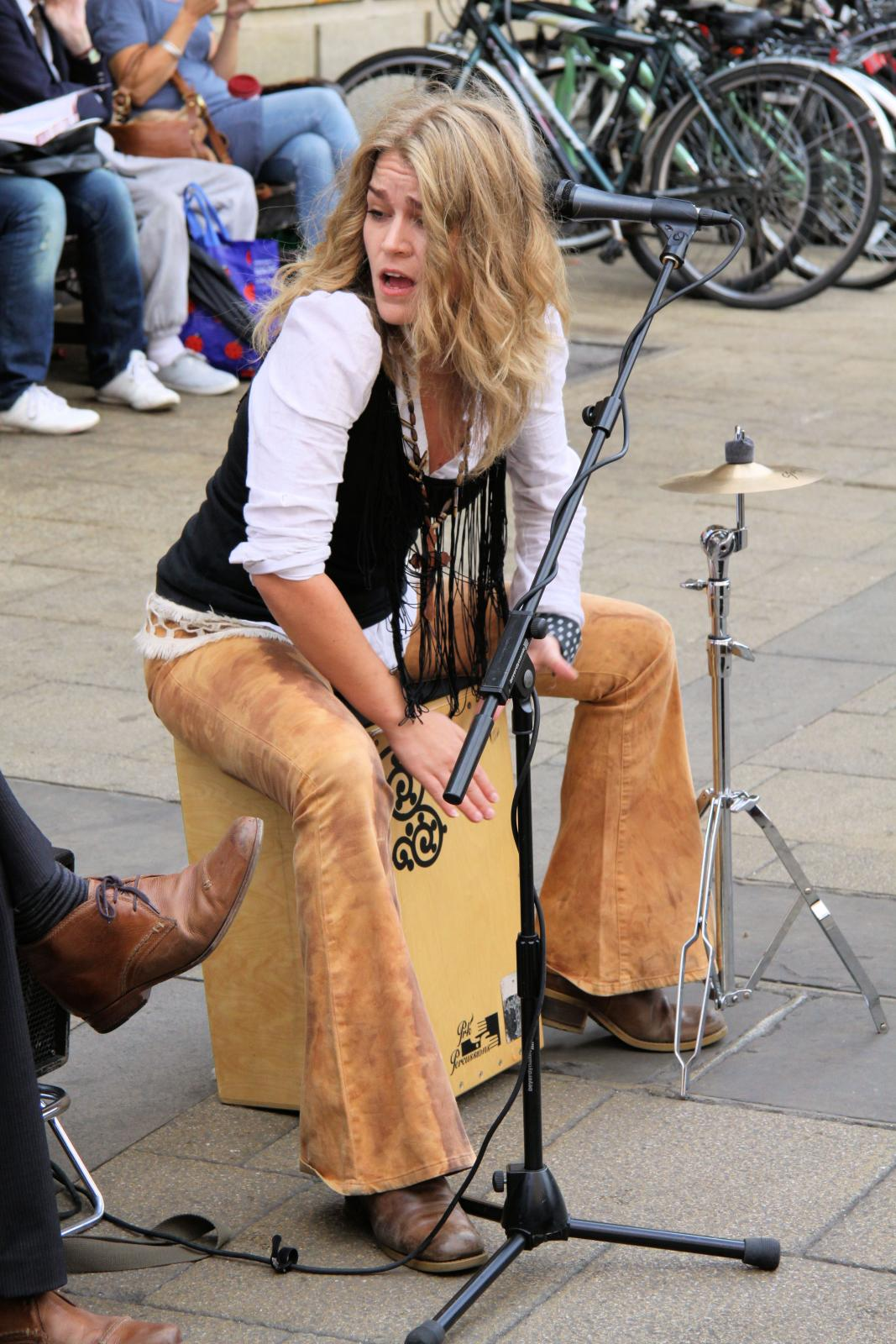
一個街頭藝術表演者演奏著箱鼓

箱鼓（西班牙語：cajón，發音：[kaˈxon]，本意为木箱或抽屉），或称鼓箱，音译为卡宏鼓，是一种箱状的木质打击乐器。演奏时用手拍敲木箱前端薄板发声，声音类似于爵士鼓。流行于古巴、秘鲁等地。箱鼓在弗拉明戈和伦巴等拉丁系音乐中经常被使用，一些民谣音乐中也选择用箱鼓来伴奏。
近年箱鼓漸漸在世界各地流行起來，尤其是一些街頭音樂表演團體，由於它可以奏出和爵士鼓相近的音色，而且亦比爵士鼓易於擕帶和使用，因而成為近年來不少敲擊樂手所學習和使用。

## 外形

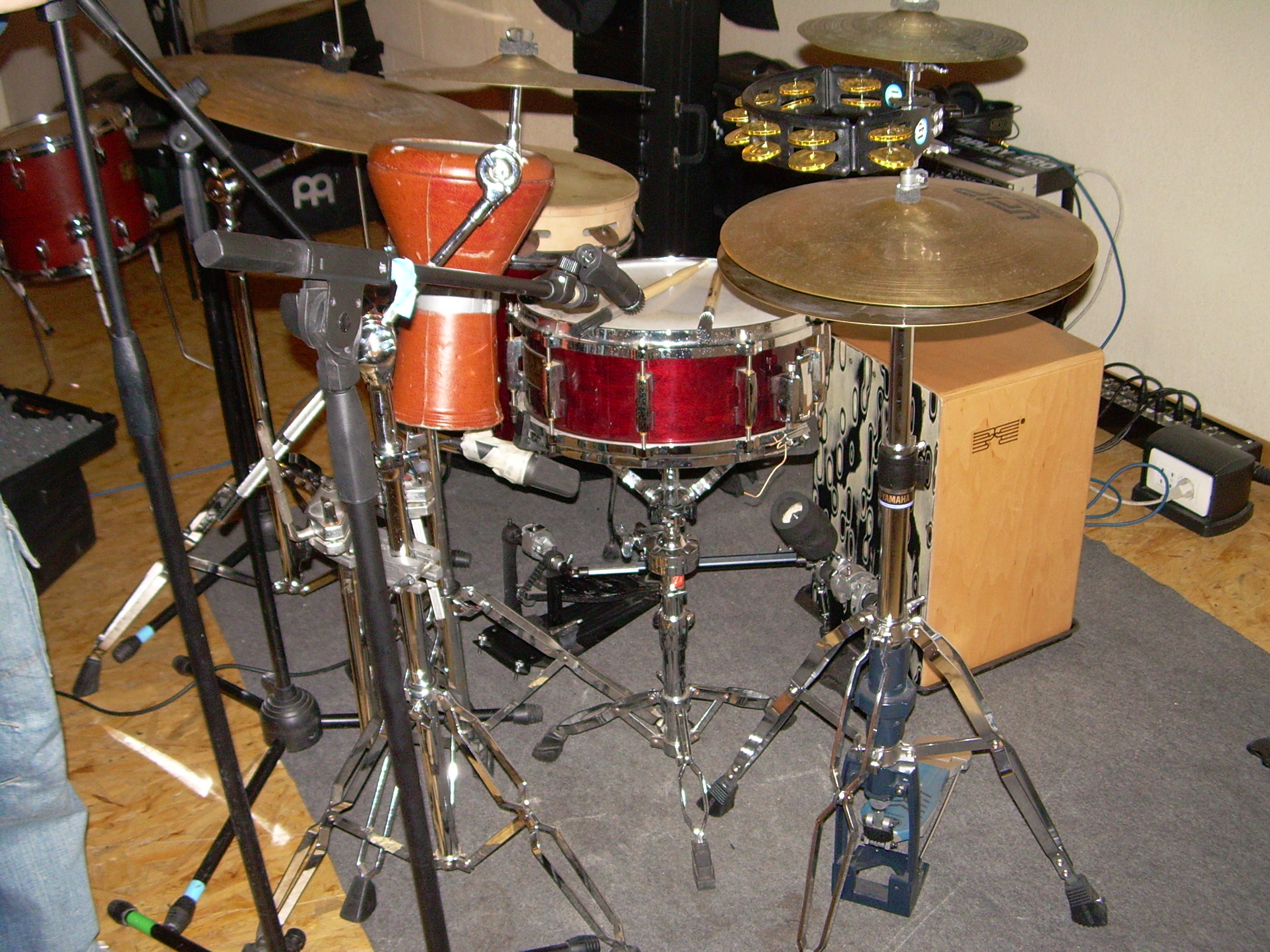
含有箱鼓的架子鼓

箱鼓為一長方體形狀木箱，共有六面，其中背面設有圆孔形的共鳴孔，讓聲音可以透過這個圆孔擴大及傳出。箱面可以配以不同厚度的膠合板所拼砌而成，並且能在個別的板後加設響弦，製造出如小鼓般的聲響。除了膠合板外，亦有以聚甲基丙烯酸甲酯（或稱亞加力膠）、玻璃纖維等材料造板，所製造出的聲音亦有不同。
至於尺寸方面，則沒有特定的標準，通常箱鼓的高度為18或20吋，闊度則為12吋或13吋，因為這個高度可以讓一般的成年人坐在樂器上而雙腳可以貼地，另外亦有較細的型號，如13、14或15吋的高度亦有，視乎不同演奏者的需要。

## 历史
現時較普遍的說法，都是指出箱鼓的發源可能是源於古代非洲的一種鼓，後來隨著新大陸的發現，部份非洲人被販賣至南美洲當作奴隷，他們帶同了這種鼓一同流傳到秘魯、古巴等國家，並在南美洲中一帶逐漸流行起來，再經過改良而成為了今日的模樣。
該卡洪被認為起源於秘魯。非洲奴隸從他們的家園取代COD的航運箱流離失所家鄉鼓。在古巴，小梳妝台的抽屜被用於同樣的目的。該儀器是精緻，成為古巴和秘魯音樂的重要組成部分。

## 演奏

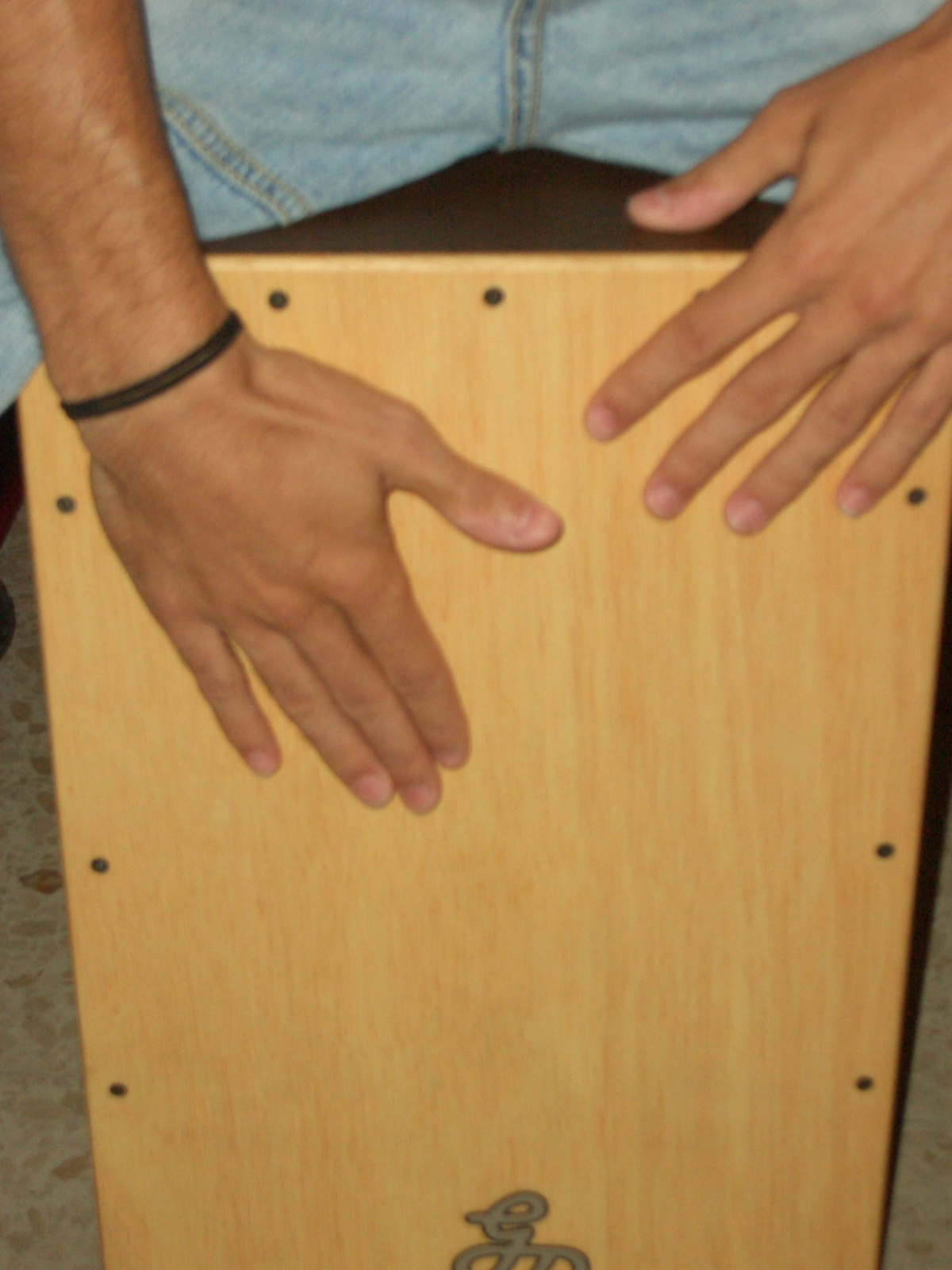
典型的演奏手法

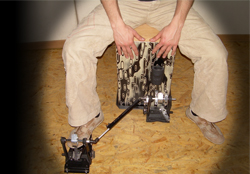
演奏箱鼓的樂手會直接坐在樂器上端演奏樂器。

演奏箱鼓主要是利用雙手，在箱鼓不同的位置上拍打以發出聲音，其中可以運用手指製造滾奏、以摩擦力製造輪奏、以手掌不同的部份或以特定的姿勢敲打，以做出不同的聲效；甚至亦可以利用腳掌或道具（如腳踏板）等營造不同的色彩。
演奏姿勢方面，演奏者較常的方法是坐在箱鼓頂部，雙腳置於箱鼓兩側，並稍為將箱鼓向前作少許傾側，以提昇箱鼓的共鳴感。這是因為最初的箱鼓，底部皆為木板，因此和地面的接觸較多，共鳴感亦稍為減弱。現時部份新型號的箱鼓，於底部的四角加裝了支撐膠粒，大大改善了共鳴感。

## 外部連結
- 箱鼓介紹網頁。（英文）
- 基本箱鼓節奏教室及示範。 （页面存档备份，存于）（英文）
- 如何能自製箱鼓網頁。 （页面存档备份，存于）（英文）